# 原田慶恵
原田 慶恵（はらだ よしえ、1959年11月13日 - ）は、日本の生物物理学者。京都大学物質-細胞統合システム拠点教授を経て、大阪大学蛋白質研究所教授。元日本生物物理学会会長。

## 人物・経歴
静岡県生まれ。静岡県立静岡高等学校卒業。子供のころから理科が好きで、生物の成績が良かったため、茨城大学でゾウリムシの研究を行い、1982年茨城大学理学部生物学科卒業。1984年茨城大学大学院理学研究科生物学専攻修士課程修了。茨城大学には博士課程がなく、大阪大学から誘いを受け、1988年大阪大学大学院基礎工学研究科物理系専攻博士後期課程修了、工学博士、日本学術振興会特別研究員。大澤文夫研究室出身。1990年大阪大学基礎工学部生物工学科研究生。同年大阪大学基礎工学部生物工学科教務職員。1991年井上研究奨励賞受賞。1992年新技術事業団柳田生体運動子プロジェクト研究員。1997年科学技術振興事業団CREST生命活動のプログラムチーム13研究員。1998年慶應義塾大学理工学部物理学科専任講師。1999年大学婦人協会守田科学研究奨励賞受賞。2000年東京都臨床医学総合研究所生理活性物質研究部門室長。2000年慶應義塾大学理工学部客員助教授。2001年お茶の水女子大学大学院人間分化研究科客員助教授。2004年東京大学大学院新領域創成科学研究科客員助教授。2006年法政大学工学部非常勤講師。2008年京都大学物質-細胞統合システム拠点特定拠点教授。同年京都大学物質-細胞統合システム拠点教授。2016年大阪大学蛋白質研究所蛋白質ナノ科学研究室教授。2019年日本生物物理学会会長。